# Звёздный разрушитель
Звёздный разрушитель (англ. Star Destroyer — дословно: звёздный эсминец) — класс боевых космических кораблей в вымышленной вселенной «Звёздных войн». Впервые появляется в начале фильма «Звёздные войны» (1977) и является «визитной карточкой» Имперского флота. Различные типы корабля присутствуют во всех фильмах оригинальной трилогии, в фильме «Звёздные войны. Эпизод III: Месть ситхов» (2005) и во множестве произведений расширенной вселенной «Звёздных войн»: книгах, комиксах, играх.

## Типы звёздных разрушителей
В фильмах и произведениях расширенной вселенной представлено несколько различных типов звёздных разрушителей, в том числе:
- Imperial (Imperator) — корабль из оригинальной трилогии. При первом упоминании назван «имперским крейсером» (англ. imperial cruiser)[6]. Название класса «звёздный разрушитель» впервые упоминается в фильме «Звёздные войны. Эпизод V: Империя наносит ответный удар» (1980)[5].
- Venator — появился в фильме «Месть ситхов», где назван республиканским ударным крейсером (англ. republic attack cruiser). Облик корабля был создан таким образом, чтобы показать переход от конструкции республиканских транспортов в фильме «Звёздные войны. Эпизод II: Атака клонов» (2002) к конструкции звёздных разрушителей в оригинальной трилогии[7].
- Resurgent — появился в фильме «Пробуждение силы», где назван «линейным крейсером» (англ. Battlecruiser).
- Victory — появился в книге Брайана Дейли Han Solo’s Revenge (1979), после чего неоднократно использовался в произведениях расширенной вселенной[8].
- Xyston — появился в фильме «Скайуокер. Восход», они были основаны на дизайне более старых звездных разрушителей типа «Имперский I», с ключевыми отличиями, включая больший размер, красные акценты вдоль корпуса судна и большой осевой суперлазер, способный уничтожать планеты, который занял место стандартного основного ангара звездного разрушителя.

## Звёздный суперразрушитель
Звёздный суперразрушитель (англ. Super Star Destroyer) — класс сверхбольших боевых космических кораблей в вымышленной вселенной «Звёздных войн». Обычно на поле боя являются флагманами флотских соединений. Своё название заимствуют от обычного звёздного разрушителя, но превосходят его размерами как минимум в десять раз. Образцом суперразрушителя является тип «Executor».
В фильмах «Империя наносит ответный удар» и «Звёздные войны. Эпизод VI: Возвращение джедая» (1983) показан суперразрушитель «Палач», первый в серии из одноимённого типа. В расширенной вселенной также появляется гигантский суперразрушитель «Eclipse» («Затмение») и другие подобные корабли

## Продукция
Звёздные разрушители неоднократно выпускались в виде сборных моделей и статуэток. В 2002, 2004 и 2006 году свои наборы для сборки корабля выпустила компания Lego. В 2006 году компания Wizards of the Coast создала мини-фигурку суперразрушителя «Палач» для игры Star Wars Miniatures Starship Battles game. Hasbro также выпустила электронную модель суперразрушителя, назвав её самой редкой в серии Hasbro’s Collector Fleet. Тип Imperial присутствует и в серии Metal Earth, выпущенной в 2014 году, и в сериях сборных моделей от AMT и прочих производителей.

## Технологии
В состав вооружения звёздного разрушителя класса «Победа» входят ионные пушки.